# 1819 dans les chemins de fer
Chronologie des chemins de fer
1818 dans les chemins de fer - 1819 - 1820 dans les chemins de fer

## Évènements
- France : création de la Compagnie des Mines de fer de Saint-Étienne, deux élèves de première année de l'école des Mineurs, Fourneyron et Thirion, travaillent sur l'ébauche de la ligne Saint-Étienne - Andrézieux[1].

## Décès
- x